# Fußball-Asienmeisterschaft 2024/Gruppe E
| Pl. | Land      | Sp. | S | U | N | Tore    | Diff. | Punkte |
| --- | --------- | --- | - | - | - | ------- | ----- | ------ |
| 1.  | Bahrain   | 3   | 2 | 0 | 1 | 003:300 | ±0    | 06     |
| 2.  | Südkorea  | 3   | 1 | 2 | 0 | 008:600 | +2    | 05     |
| 3.  | Jordanien | 3   | 1 | 1 | 1 | 006:300 | +3    | 04     |
| 4.  | Malaysia  | 3   | 0 | 1 | 2 | 003:800 | −5    | 01     |

Die Gruppe E der Fußball-Asienmeisterschaft 2024 war eine der sechs Gruppen des Turniers. Die ersten beiden Spiele wurden am 15. Januar 2024 ausgetragen, der letzte Spieltag fand am 25. Januar 2024 statt. Die Gruppe bestand aus den Nationalmannschaften aus Südkorea, Jordanien, Bahrain und Malaysia.

## Südkorea – Bahrain 3:1 (1:0)
| Südkorea                                                                         | Südkorea | Bahrain | Bahrain |
| -------------------------------------------------------------------------------- | --- | --- | ------- |
| Südkorea                                                                         | \| 1. Spieltag \| \| 15. Januar 2024 um 14:30 Uhr (12:30 MEZ) in ar-Rayyan (Jassim bin Hamad Stadium) \| \| Zuschauer: 8.388 \| \| Schiedsrichter: Ma Ning ( China) \| \| Spielbericht \| | \| 1. Spieltag \| \| 15. Januar 2024 um 14:30 Uhr (12:30 MEZ) in ar-Rayyan (Jassim bin Hamad Stadium) \| \| Zuschauer: 8.388 \| \| Schiedsrichter: Ma Ning ( China) \| \| Spielbericht \| | Bahrain |
| Südkorea                                                                         | Kim Seung-gyu – Seol Young-woo, Jung Seung-hyun, Kim Min-jae (72. Kim Young-gwon), Lee Ki-je (52. Kim Tae-hwan) – Lee Kang-in, Park Yong-woo (82. Park Jin-seop), Hwang In-beom, Lee Jae-sung (82. Jeong Woo-yeong) – Son Heung-min , Cho Gue-sung (72. Hong Hyun-seok) Cheftrainer: Jürgen Klinsmann ( Deutschland) | Ebrahim Lutfalla – Mohamed Adel (72. Mahdi al-Humaidan), Amine Benaddi (46. Sayed Baqer), Waleed al-Hayam , Hazza Ali – Ali Madan (82. Ibrahim al-Wali), Mohamed al-Hardan, Moses Atede (65. Jasim Khelaif), Mohamed Marhoon – Kamil al-Aswad, Abdulla al-Hashash (66. Abdulla Yusuf Helal) Cheftrainer: Juan Antonio Pizzi ( Argentinien) | Bahrain |
| Südkorea                                                                         | 1:0 Hwang I. (38.) 2:1 Lee Ka. (56.) 3:1 Lee Ka. (68.) | 1:1 al-Hashash (51.) | Bahrain |
| Südkorea                                                                         | Park Y. (9.), Kim M. (13.), Lee Ki. (28.), Cho (61.), Son (90.+4') | Madan (31.), Atede (45.) | Bahrain |
| 1. Spieltag                                                                      | | |         |
| 15. Januar 2024 um 14:30 Uhr (12:30 MEZ) in ar-Rayyan (Jassim bin Hamad Stadium) | | |         |
| Zuschauer: 8.388                                                                 | | |         |
| Schiedsrichter: Ma Ning ( China)                                                 | | |         |
| Spielbericht                                                                     | | |         |

## Malaysia – Jordanien 0:4 (0:3)
| Malaysia                                                                          | Malaysia | Jordanien | Jordanien |
| --------------------------------------------------------------------------------- | --- | --- | --------- |
| Malaysia                                                                          | \| 1. Spieltag \| \| 15. Januar 2024 um 20:30 Uhr (18:30 MEZ) in al-Wakra (al-Janoub Stadium) \| \| Zuschauer: 20.410 \| \| Schiedsrichter: Mohammed Abdullah Hassan Mohammed ( Vereinigte Arabische Emirate) \| \| Spielbericht \|                                                                               | \| 1. Spieltag \| \| 15. Januar 2024 um 20:30 Uhr (18:30 MEZ) in al-Wakra (al-Janoub Stadium) \| \| Zuschauer: 20.410 \| \| Schiedsrichter: Mohammed Abdullah Hassan Mohammed ( Vereinigte Arabische Emirate) \| \| Spielbericht \| | Jordanien |
| Malaysia                                                                          | Syihan Hazmi – Matthew Davies , Junior Eldstål, Dion Cools – Arif Aiman Hanapi (63. Paulo Josué), Afiq Fazail (80. Mohamadou Sumareh), Stuart Wilkin, La’Vere Corbin-Ong – Faisal Halim (80. Safawi Rasid), Darren Lok (46. Shahrul Saad), Romel Morales (63. Akhyar Rashid) Cheftrainer: Kim Pan-gon ( Südkorea) | Yazid Abu Layla – Abdallah Nasib, Yazan al-Arab, Salem al-Ajalin – Ihsan Haddad (67. Feras Shelbaieh), Nizar al-Rashdan (67. Rajaei Ayed), Noor al-Rawabdeh, Mahmoud al-Mardi (35. Mohammad Abu Hasheesh), Musa al-Taamari (89. Hamza al-Dardour), Ali Olwan – Yazan al-Naimat (67. Anas al-Awadat) Cheftrainer: Hussein Ammouta ( Marokko) | Jordanien |
| Malaysia                                                                          | 0:1 al-Mardi (12.) 0:2 al-Taamari (18., Foulelfmeter) 0:3 al-Mardi (32.) 0:4 al-Taamari (85.) | | Jordanien |
| Malaysia                                                                          | al-Rashdan (45.+1') | | Jordanien |
| 1. Spieltag                                                                       | | |           |
| 15. Januar 2024 um 20:30 Uhr (18:30 MEZ) in al-Wakra (al-Janoub Stadium)          | | |           |
| Zuschauer: 20.410                                                                 | | |           |
| Schiedsrichter: Mohammed Abdullah Hassan Mohammed ( Vereinigte Arabische Emirate) | | |           |
| Spielbericht                                                                      | | |           |

## Jordanien – Südkorea 2:2 (2:1)
| Jordanien                                                             | Jordanien | Südkorea | Südkorea |
| --------------------------------------------------------------------- | --- | --- | -------- |
| Jordanien                                                             | \| 2. Spieltag \| \| 20. Januar 2024 um 14:30 Uhr (12:30 MEZ) in Doha (al-Thumama Stadium) \| \| Zuschauer: 36.627 \| \| Schiedsrichter: Salman Falahi ( Katar) \| \| Spielbericht \| | \| 2. Spieltag \| \| 20. Januar 2024 um 14:30 Uhr (12:30 MEZ) in Doha (al-Thumama Stadium) \| \| Zuschauer: 36.627 \| \| Schiedsrichter: Salman Falahi ( Katar) \| \| Spielbericht \| | Südkorea |
| Jordanien                                                             | Yazid Abu Layla – Abdallah Nasib, Yazan al-Arab, Salem al-Ajalin – Ihsan Haddad , Nizar al-Rashdan (84. Ibrahim Sadeh), Rajaei Ayed (74. Fadi Awad), Mahmoud al-Mardi (74. Mohammad Abu Hasheesh) – Musa al-Taamari, Yazan al-Naimat (84. Anas al-Awadat), Ali Olwan Cheftrainer: Hussein Ammouta ( Marokko) | Jo Hyeon-woo – Seol Young-woo, Jung Seung-hyun, Kim Min-jae, Lee Ki-je (46. Kim Tae-hwan) – Lee Kang-in, Hwang In-beom (90.+4' Park Jin-seop), Park Yong-woo (46. Hong Hyun-seok), Lee Jae-sung (69. Jeong Woo-yeong) – Cho Gue-sung (69. Oh Hyeon-gyu), Son Heung-min Cheftrainer: Jürgen Klinsmann ( Deutschland) | Südkorea |
| Jordanien                                                             | 1:1 Park Y. (37., Eigentor) 2:1 al-Naimat (45.+6') | 0:1 Son (9., Foulelfmeter) 2:2 al-Arab (90.+1', Eigentor) | Südkorea |
| Jordanien                                                             | Haddad (8.), al-Taamari (18.), al-Arab (29.) | Hwang I. (28.), Oh (90.+5') | Südkorea |
| 2. Spieltag                                                           | | |          |
| 20. Januar 2024 um 14:30 Uhr (12:30 MEZ) in Doha (al-Thumama Stadium) | | |          |
| Zuschauer: 36.627                                                     | | |          |
| Schiedsrichter: Salman Falahi ( Katar)                                | | |          |
| Spielbericht                                                          | | |          |

## Bahrain – Malaysia 1:0 (0:0)
| Bahrain                                                                          | Bahrain | Malaysia | Malaysia |
| -------------------------------------------------------------------------------- | --- | --- | -------- |
| Bahrain                                                                          | \| 2. Spieltag \| \| 20. Januar 2024 um 17:30 Uhr (15:30 MEZ) in ar-Rayyan (Jassim bin Hamad Stadium) \| \| Zuschauer: 10.386 \| \| Schiedsrichter: Ahmed al-Kaf ( Oman) \| \| Spielbericht \| | \| 2. Spieltag \| \| 20. Januar 2024 um 17:30 Uhr (15:30 MEZ) in ar-Rayyan (Jassim bin Hamad Stadium) \| \| Zuschauer: 10.386 \| \| Schiedsrichter: Ahmed al-Kaf ( Oman) \| \| Spielbericht \| | Malaysia |
| Bahrain                                                                          | Ebrahim Lutfalla – Mohamed Adel, Sayed Baqer, Waleed al-Hayam , Hazza Ali (79. Abdulla al-Khalasi) – Mohamed al-Hardan, Moses Atede (55. Jasim al-Shaikh), Ali Madan, Kamil al-Aswad (71. Ali Hasan), Mohamed Marhoon (70. Mahdi al-Humaidan) – Abdulla al-Hashash (55. Abdulla Yusuf Helal) Cheftrainer: Juan Antonio Pizzi ( Argentinien) | Syihan Hazmi – Matthew Davies , Shahrul Saad, Dion Cools, Dominic Tan, La’Vere Corbin-Ong – Arif Aiman Hanapi (75. Akhyar Rashid), Syamer Kutty Abba (46. Natxo Insa), Stuart Wilkin, Faisal Halim (84. Mohamadou Sumareh) – Paulo Josué (75. Romel Morales) Cheftrainer: Kim Pan-gon ( Südkorea) | Malaysia |
| Bahrain                                                                          | 1:0 Madan (90.+5') | | Malaysia |
| Bahrain                                                                          | al-Aswad (45.+1') | Kutty Abba (19.), Saad (52.) | Malaysia |
| 2. Spieltag                                                                      | | |          |
| 20. Januar 2024 um 17:30 Uhr (15:30 MEZ) in ar-Rayyan (Jassim bin Hamad Stadium) | | |          |
| Zuschauer: 10.386                                                                | | |          |
| Schiedsrichter: Ahmed al-Kaf ( Oman)                                             | | |          |
| Spielbericht                                                                     | | |          |

## Südkorea – Malaysia 3:3 (1:0)
| Südkorea                                                                 | Südkorea | Malaysia | Malaysia |
| ------------------------------------------------------------------------ | --- | --- | -------- |
| Südkorea                                                                 | \| 3. Spieltag \| \| 25. Januar 2024 um 14:30 Uhr (12:30 MEZ) in al-Wakra (al-Janoub Stadium) \| \| Zuschauer: 30.117 \| \| Schiedsrichter: Khalid al-Turais ( Saudi-Arabien) \| \| Spielbericht \| | \| 3. Spieltag \| \| 25. Januar 2024 um 14:30 Uhr (12:30 MEZ) in al-Wakra (al-Janoub Stadium) \| \| Zuschauer: 30.117 \| \| Schiedsrichter: Khalid al-Turais ( Saudi-Arabien) \| \| Spielbericht \| | Malaysia |
| Südkorea                                                                 | Jo Hyeon-woo – Kim Tae-hwan, Kim Min-jae, Kim Young-gwon, Seol Young-woo (75. Kim Jin-su) – Lee Kang-in, Lee Jae-sung (90.+11' Park Yong-woo), Hwang In-beom (62. Hong Hyun-seok), Jeong Woo-yeong (75. Oh Hyeon-gyu) – Son Heung-min , Cho Gue-sung (62. Hwang Hee-chan) Cheftrainer: Jürgen Klinsmann ( Deutschland) | Syihan Hazmi – Shahrul Saad, Dion Cools , Dominic Tan (84. Junior Eldstål) – Daniel Ting, Brendan Gan (90.+11' Romel Morales), Stuart Wilkin, La’Vere Corbin-Ong – Arif Aiman Hanapi (84. Akhyar Rashid), Darren Lok (73. Paulo Josué), Faisal Halim (84. Syamer Kutty Abba) Cheftrainer: Kim Pan-gon ( Südkorea) | Malaysia |
| Südkorea                                                                 | 1:0 Jeong W. (21.) 2:2 Lee Ka. (83.) 3:2 Son (90.+4', Foulelfmeter) | 1:1 Halim (51.) 1:2 Aiman Hanapi (62., Foulelfmeter) 3:3 Morales (90.+15') | Malaysia |
| Südkorea                                                                 | Lee J. (19.) | | Malaysia |
| 3. Spieltag                                                              | | |          |
| 25. Januar 2024 um 14:30 Uhr (12:30 MEZ) in al-Wakra (al-Janoub Stadium) | | |          |
| Zuschauer: 30.117                                                        | | |          |
| Schiedsrichter: Khalid al-Turais ( Saudi-Arabien)                        | | |          |
| Spielbericht                                                             | | |          |

## Jordanien – Bahrain 0:1 (0:1)
| Jordanien                                                                             | Jordanien | Bahrain | Bahrain |
| ------------------------------------------------------------------------------------- | --- | --- | ------- |
| Jordanien                                                                             | \| 3. Spieltag \| \| 25. Januar 2024 um 14:30 Uhr (12:30 MEZ) in ar-Rayyan (Khalifa International Stadium) \| \| Zuschauer: 39.650 \| \| Schiedsrichter: Omar al-Ali ( Vereinigte Arabische Emirate) \| \| Spielbericht \| | \| 3. Spieltag \| \| 25. Januar 2024 um 14:30 Uhr (12:30 MEZ) in ar-Rayyan (Khalifa International Stadium) \| \| Zuschauer: 39.650 \| \| Schiedsrichter: Omar al-Ali ( Vereinigte Arabische Emirate) \| \| Spielbericht \| | Bahrain |
| Jordanien                                                                             | Yazid Abu Layla – Abdallah Nasib, Anas Bani Yaseen , Salem al-Ajalin (85. Bara’ Marei) – Feras Shelbaieh, Fadi Awad, Rajaei Ayed (74. Ibrahim Sadeh), Mohammad Abu Hasheesh, Yousef Abu Jalboush (85. Saleh Rateb), Ali Olwan (74. Anas al-Awadat) – Yazan al-Naimat (74. Hamza al-Dardour) Cheftrainer: Hussein Ammouta ( Marokko) | Ebrahim Lutfalla – Mohamed Adel (81. Hussain al-Eker), Sayed Baqer, Waleed al-Hayam , Abdulla al-Khalasi – Jasim al-Shaikh, Mohamed al-Hardan (81. Ibrahim al-Wali), Ali Madan (62. Mohammed Abdul Qayoom), Kamil al-Aswad (63. Mahdi al-Humaidan), Mohamed Marhoon (71. Ebrahim al-Khatal) – Abdulla Yusuf Helal Cheftrainer: Juan Antonio Pizzi ( Argentinien) | Bahrain |
| Jordanien                                                                             | 0:1 Helal (34.) | | Bahrain |
| Jordanien                                                                             | al-Ajalin (56.), Olwan (67.) | | Bahrain |
| 3. Spieltag                                                                           | | |         |
| 25. Januar 2024 um 14:30 Uhr (12:30 MEZ) in ar-Rayyan (Khalifa International Stadium) | | |         |
| Zuschauer: 39.650                                                                     | | |         |
| Schiedsrichter: Omar al-Ali ( Vereinigte Arabische Emirate)                           | | |         |
| Spielbericht                                                                          | | |         |